# Hansruedi Schmid

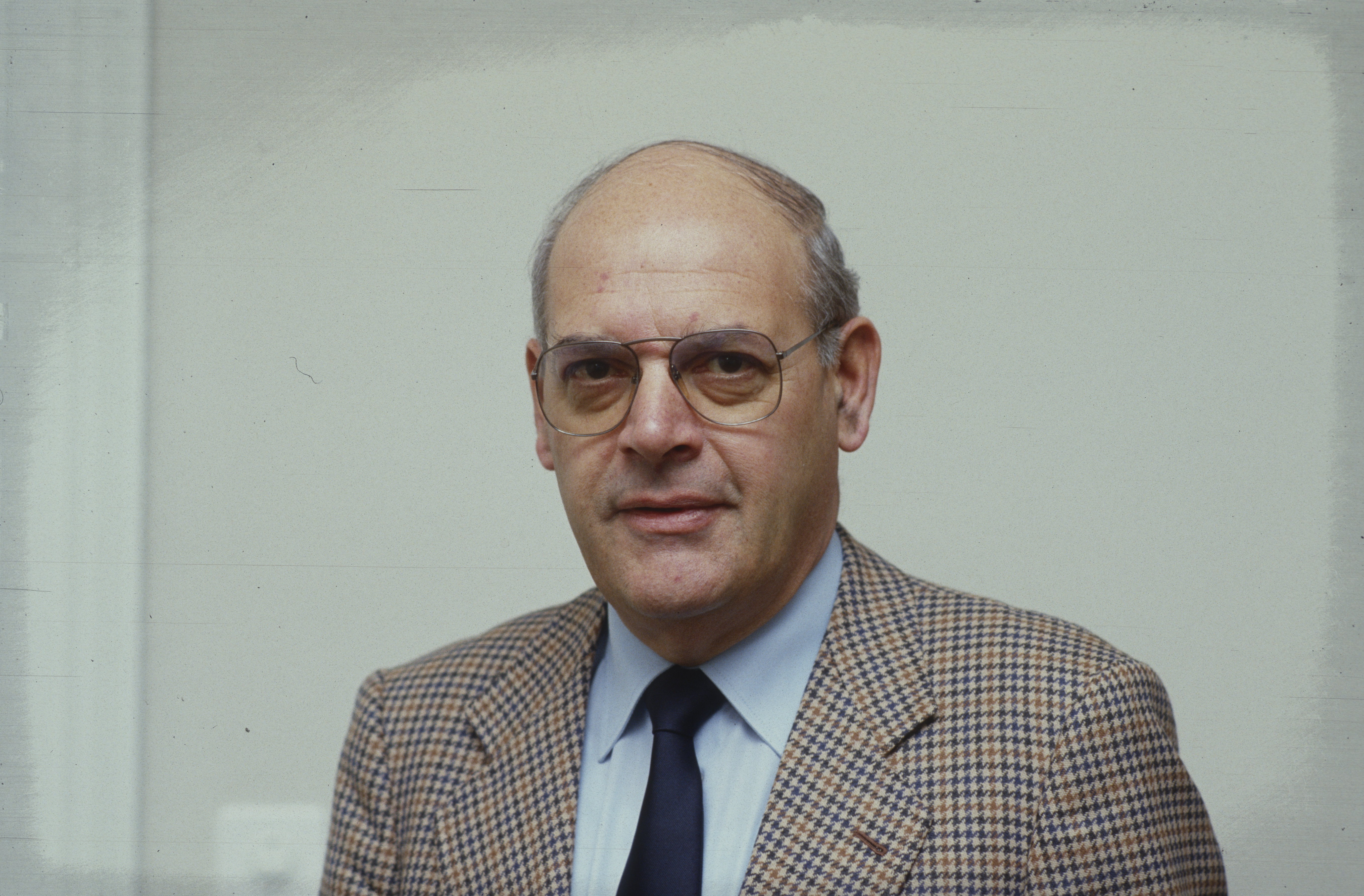
Hansruedi Schmid (1984)

Hansruedi Schmid (* 7. Oktober 1928 in Basel; † 19. Januar 2012) war ein Schweizer Politiker.

## Leben
Schmid war promovierter Jurist. Bis zu seiner Wahl in die Regierung 1976  war er Leiter des Arbeitsamts Basel-Stadt. Einige Jahre war er zudem Präsident der Gewerkschaft VPOD Basel.
Schmid gehörte ab 1964 als Vertreter der SP dem Grossen Rat des Kantons Basel-Stadt an, den er 1972/73 präsidierte.
1976 trat er im zweiten Wahlgang der Regierungsratswahlen gegen den offiziellen Kandidaten der SP, Helmut Hubacher, an und siegte. Er wurde aus der SP ausgeschlossen. Schmid führte während zwei Amtsperioden als Parteiloser das Sanitätsdepartement. Im Amtsjahr 1979/80 präsidierte er die Regierung. 1984 wurde er nicht mehr wiedergewählt. Danach war er während einiger Jahre als Sekretär des Verbandes der Importeure Pharmazeutischer Spezialitäten tätig.
Schmid war verheiratet und lebte im Gellert-Quartier in Basel-St. Alban. Er war ein begeisterter Fasnächtler.